# Investigacions filosòfiques
Les Investigacions Filosòfiques són una obra pòstuma del filòsof Ludwig Wittgenstein. Escrita de manera fragmentària, el seu tema principal és la filosofia del llenguatge i la crítica a les teories lingüístiques semàntiques elaborades pels referencialistes com Russell, Frege, o el mateix Wittgenstein al Tractatus. Considerada l'obra més important del segon període del pensament del filòsof vienès (l'anomenat "segon Wittgenstein") i una de les més notables de la filosofia del segle xx, aborda temes que van des de la filosofia de la matemàtica fins a l'epistemologia i la filosofia de la ment, tot al voltant de la tesi principal consistent en sostenir que el significat d'un mot està en el seu ús.